# Hisato Yoshimura
Det här är en artikel om en person med japanskt personnamn; Yoshimura är familjenamnet.
Yoshimura Hisato, född 1907, död 1990, var en japansk fysiolog och medicinsk arméofficer.
Han var 1938-1945 verksam inom enhet 731, en enhet ur den kejserliga japanska armén som ägnade sig åt att utveckla och utöva biologiska vapen i Manchukuo under det andra kinesisk-japanska kriget (1937–1945). Enhet 731 ägnade sig åt mänskliga experiment, vilket resulterade i tusentals döda krigsfångar och civilister. 
Yoshimura Hisato är känd för att ha ägnat sig åt mänskliga experiment med kallbrand under sin tid på enhet 731. 
Han evakuerades till Japan under Sovjets invasion av Manchuriet vid krigsslutet i augusti 1945. Han fick immunitet mot åtal för krigsbrott mot att han delade med sig av information om biologisk krigföring till USA.